# Cygnus A
Cygnus A (3C 405.0) är en av de ljusaste och mest kända radiogalaxerna. Den ligger i Svanens stjärnbild på ett avstånd av 760 miljoner ljusår och upptäcktes av Grote Reber år 1939. Med större upplösning visade det sig vara en dubbelkälla: två lober. Cygnus A antas innehålla en aktiv galaxkärna, som ligger i mitten mellan dessa lober. Cygnus A är också en stark röntgenkälla.

## Upptäckt och identifiering
År 1946 identifierade Stanley Hey och hans kollega James Phillips att källan flimrade snabbt och därför måste vara ett kompakt objekt. År 1951 var Cygnus A, tillsammans med Cassiopeia A och Puppis A, de första "radiostjärnorna" som identifierades med en optisk källa. Av dessa blev Cygnus A den första radiogalaxen, de andra två var nebulosor inuti Vintergatan. År 1953 visade Roger Jennison och M.K. Das Gupta att det var en dubbel källa. Liksom alla radiogalaxer innehåller den en aktiv galaxkärna (AGN). Det supermassiva svarta hålet i kärnan har en massa på (2,5 ± 0,7) × 109 solmassor. Jetstrålar från AGN har också observerats inducera heta punkter i radioloberna och därefter hål i det omgivande IGM:et.
Cygnus A är cD-galaxen i en rik galaxhop med samma namn, och man har funnit att den har ett stort antal på cirka 200 angränsande galaxer. Det är också värt att notera att den större galaxhopen Cygnus genomgår en hopfusion, där den är en av de första hopfusionerna vars radiella hastighet (Dopplerskift) har mätts genom röntgenspektroskopi.

## Jetstrålar och hotspots
Bilder av galaxen i radiodelen av det elektromagnetiska spektrumet visar två jetstrålar som sticker ut i motsatta riktningar från galaxens centrum. Dessa strålar sträcker sig många gånger bredden av den del av värdgalaxen som avger strålning vid synliga våglängder. I ändarna av strålarna finns två lober med "heta punkter" av mer intensiv strålning vid sina kanter. Dessa heta punkter bildas när material från strålarna kolliderar med det omgivande intergalaktiska mediet.
Dessa heta punkter som interagerar med det intergalaktiska mediet, eller intra-kluster-medium (ICM), främst observerade i radiospektrumet, kan också observeras i röntgenbandet. Chandras upplösning i röntgenbilden gav den upplösning och våglängd som krävdes för att observera heta punkter mer detaljerat, och de visade sig vara kavitets- eller hålliknande strukturer i båda loberna. Kaviteterna som syns utskurna vid lobernas heta punkter orsakas av interaktionen mellan strålarna, drivna av AGN från Cygnus A, och det mellanliggande mediet som omger galaxen. Röntgenstrålning värmer upp dessa heta punkter termiskt, aktiverar dem och trycker undan omgivande plasma och skär ett hål genom ICM. Den mest framträdande kaviteten ses i den östra loben (till vänster) där hålets diameter är cirka 3 900 parsec, eller cirka 11 700 ljusår brett, och djupet är 13,3 kiloparsec, eller 44 000 ljusår djupt.
Även om det inte har observerats direkt, tyder Cygnus A:s spektra på att det finns en stofttorus som skymmer AGN centrerad på jetstrålens axel. Torusen har observerats sträcka sig cirka 200 parsec radiellt utåt från centrum med en uppskattad höjd på 143 parsec.

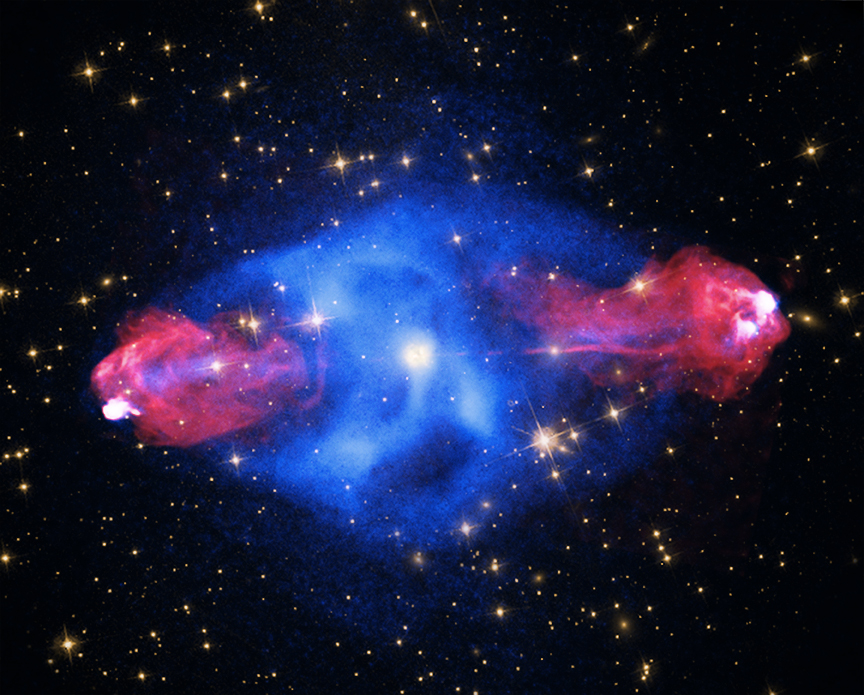
Cygnus: En sammansatt bild av röntgenstrålning från Chandra Space Telescope (blått) och radiostrålning från NSF:s Very Large Array (rött). Lägg märke till de ljusa heta fläckarna i de östra och västra loberna som lyser upp i både rött och blått.

## Andra svarta hålet
År 2016 upptäcktes en radiotransient 460 parsek från Cygnus A:s centrum. Mellan 1989 och 2016 uppvisade objektet, som befann sig i samma rum som en tidigare känd infraröd källa, minst en åttafaldig ökning av radioflödestätheten, med en ljusstyrka jämförbar med den ljusaste kända supernovan. På grund av bristen på mätningar under de mellanliggande åren är ljusningshastigheten okänd, men objektet har bibehållit en relativt konstant flödestäthet sedan upptäckten. Uppgifterna överensstämmer med ett andra supermassivt svart hål som kretsar kring primärobjektet, där det sekundära hålet har genomgått en snabb ökning av ackretionshastigheten. Den härledda omloppstidsskalan är av samma storleksordning som primärkällans aktivitet, vilket tyder på att den sekundära källan kan störa primärkällan och orsaka utflödena.